# Waigeum miraculum
Waigeum miraculum är en fjärilsart som beskrevs av Druce och Bethune-Baker 1893. Waigeum miraculum ingår i släktet Waigeum och familjen juvelvingar. Inga underarter finns listade i Catalogue of Life.